# Ryan Astles
Ryan Astles (Birkenhead, 24 settembre 1994) è un calciatore inglese, difensore dei The New Saints.

## Caratteristiche tecniche
È un difensore centrale.

## Carriera
Dopo aver giocato nelle giovanili del Tranmere, in quelle del Chester ed infine in quelle del Wigan va a giocare in Galles al Rhyl, club di prima divisione, con cui trascorre due stagioni nelle quali segna in totale 5 reti in 62 partite di campionato. Nella prima parte della stagione 2015-2016 gioca invece in Northern Premier League con il Northwich Victoria, per poi nel gennaio del 2016 trasferirsi al Chester, club di National League (quinta divisione e più alto livello calcistico inglese al di fuori della Football League), torneo in cui gioca per due stagioni e mezzo per un totale di 103 presenze e 7 reti. Successivamente dal 2018 al 2020 trascorre un biennio giocando a livello semiprofessionistico in National League North (sesta divisione) con il Southport (62 presenze e 6 reti totali in incontri di campionato), per poi nell'estate del 2020 rifiutare un ritorno al Chester per fare invece ritorno nella prima divisione gallese, ai The New Saints, con cui firma un contratto professionistico: nella sua prima stagione nel club fa anche il suo esordio in carriera nelle competizioni UEFA per club, giocando 2 partite nei turni preliminari di Europa League; nella stagione 2021-2022, oltre a vincere sia il campionato che la coppa nazionale gallese, gioca invece 4 partite nei turni preliminari della prima edizione di sempre della Conference League. Nella stagione 2022-2023 fa invece il suo esordio nei turni preliminari di UEFA Champions League, giocandovi 2 partite, alle quali aggiunge poi anche ulteriori 2 presenze nei turni preliminari di Conference League; anche nella stagione 2023-2024 gioca 4 partite nei turni preliminari delle competizioni europee (2 in Champions League e 2 in Conference League).

## Palmarès

### Club

#### Competizioni nazionali
- Welsh Premier League: 3

The New Saints: 2021-2022, 2022-2023, 2023-2024
- Coppa del Galles: 2

The New Saints: 2021-2022, 2022-2023
- Coppa di Lega gallese: 2

The New Saints: 2023-2024, 2024-2025

#### Competizioni regionali
- Liverpool Senior Cup: 1

Southport: 2018-2019